# Sybra sarawakensis
Sybra sarawakensis là một loài bọ cánh cứng trong họ Cerambycidae.